# Östra Brattsjön
Östra Brattsjön är en sjö i Örnsköldsviks kommun i Ångermanland och ingår i Moälvens huvudavrinningsområde. Sjön har en area på 0,126 kvadratkilometer och ligger 194,1 meter över havet.

## Delavrinningsområde
Östra Brattsjön ingår i det delavrinningsområde (705492-160175) som SMHI kallar för Inloppet i Agnsjön. Medelhöjden är 227 meter över havet och ytan är 8,64 kvadratkilometer. Räknas de 6 avrinningsområdena uppströms in blir den ackumulerade arean 77,26 kvadratkilometer. Lillån som avvattnar avrinningsområdet har biflödesordning 2, vilket innebär att vattnet flödar genom totalt 2 vattendrag innan det når havet efter 73 kilometer. Avrinningsområdet består mestadels av skog (76 procent). Avrinningsområdet har 0,28 kvadratkilometer vattenytor vilket ger det en sjöprocent på 3,2 procent.